# Мутон, Габриель
Габриель Мутон (Gabriel Mouton, 1618—1694) — французский математик, астроном и богослов. 

## Биография
По получении степени доктора богословия, он был назначен в 1646 году сперва викарием, а затем и пребендарием некоторых церквей в Лионе. 
Единственным его сочинением, появившимся в печати, было «Observationes diametrorum solis et lunae apparentium, meridianorumque aliquot altitudinum cum tabula declinationum solis etc.» (Lugd., 1670). В нём автор впервые ввёл в астрономию употребление интерполяции. Вычислив с помощью тригонометрии склонения Солнца в секундах и терциях для каждого градуса долготы, он затем определил их по методу вторых разностей также и для каждой минуты долготы. В этом употреблении разностей он встретился с работой Лейбница о производящих разностях, чем заставил последнего доказывать в письме к секретарю Лондонского королевского общества, Ольденбургу, независимость своей работы от труда Мутона. Этот же труд обратил на интерполяцию внимание Ньютона, давшего ей первую теоретическую обработку.
В том же сочинении Мутон излагает новый способ определения видимых диаметров Солнца и Луны по времени их прохождения через нить телескопа: определённая им по этому способу величина видимого диаметра Солнца в афелии равнялась 31′31,5″. В том же сочинении впервые высказана мысль о желательности доставления мерам естественного основания. За таковое, по его мнению, можно было принять минуту дуги меридиана, считаемого в то время за круг. Дав ей название мили, он предложил делить её по десятичной системе.
Другим трудом Мутона было вычисление 10-значных логарифмов синусов от 0° до 4°, с промежутками в одну секунду. Рукописная таблица этих логарифмов сохранялась в Парижской академии наук до 1770 года, когда Лаланд передал её Пезену (Pezenas), редактору нового (авиньонского) издания таблиц Гардинера, напечатавшего её дополнением к этому изданию. В несколько изменённом и дополненном виде таблица Мутона вошла в логарифмические таблицы Каллета.